# رودخانه سیرا
رودخانه سیرا (به انگلیسی: Sira River) رودخانه‌ای است که در نروژ جریان دارد.